# Calamianeilanden

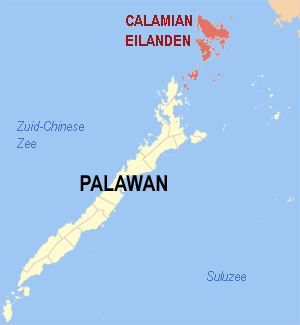
De locatie van de Calamianeilanden in de provincie Palawan

De Calamianeilanden zijn een groep van ongeveer 100 eilanden ten noordoosten van Palawan. De grootste eilanden zijn Busuanga, Culion, Linapacan en Coron.

## Geografie

### Bestuurlijke indeling
De Calamianeilanden bestaan uit de volgende vier gemeenten:
- Busuanga
- Coron
- Culion
- Linapacan